# Sotomayor (Taboadela)
Sotomayor (llamada oficialmente Santiago de Soutomayor) es una parroquia y una entidad de población del municipio español de Taboadela, en la provincia de Orense, Galicia.

## Toponimia
La parroquia también es conocida por el nombre de Santiago de Sotomayor.

## Historia
Hacia mediados del siglo XIX, la parroquia, ya por entonces perteneciente a Taboadela, tenía contabilizada una población de 397 habitantes. Aparece descrita en el decimocuarto volumen del Diccionario geográfico-estadístico-histórico de España y sus posesiones de Ultramar de Pascual Madoz con las siguientes palabras:

SOTOMAYOR (Santiago): felig. en la prov. y dióc. de Orense (2 leg.), part. jud. de Allariz (1), ayunt. de Taboadela. sit. al N. de las montañas de Mezquita y del pico llamado de Castrelos; reinan todos los vientos; el clima es sano. Tiene 68 casas en varias ald., y una igl. parr. (Santiago) está servida por un cura de entrada y patronato laical; hay tambien una ermita del vecindario. Confina N. Touza; E. Taboadela; S. Toran y O. San Pedro de la Mezquita. El terreno en lo general es montuoso y de inferior calidad; le bañan algunos arroyos que bajan de las mencionadas montañas y corren al N. á desaguar en el Barbaña. prod.: centeno, maiz, castañas, lino, patatas y pastos; hay ganado vacuno, de cerda y lanar, y caza de perdices, liebres y conejos. pobl.: 68 vec., 397 alm. contr.: con su ayunt. (V.).
(Madoz, 1849, p. 520)

En el año 2017 la parroquia de San Pedro de Mezquita fue suprimida y su lugar de Outeiro pasó a formar parte de esta parroquia con la denominación de O Outeiro.

## Organización territorial
La parroquia está formada por nueve entidades de población:
- As Quintas
- A Telleira
- Lavandeira
- O Barrio
- O Outeiro
- Palacio
- Pazos de Soutomaior
- San Fiz
- Soutomaior

## Demografía
La entidad de población de  Soutomaior no consta ni en las bases de datos del INE ni en las del IGE por lo que se desconocen los datos demográficos de la misma.

### Parroquia
| Gráfica de evolución demográfica de Sotomayor (parroquia) entre 2000 y 2023 |
|                                                                             |
| Datos según el nomenclátor publicado por el INE.                            |